# Hiacynt (minerał)
Hiacynt (hyacynt, jacynt) – przezroczysta odmiana cyrkonu o barwie czerwonopomarańczowej, czerwonej, żółtoczerwonej lub czerwonobrunatnej.

## Nazwa
Niewłaściwa (lokalna, zwyczajowa lub handlowa) nazwa pomarańczowych, różowych, żółtoczerwonych, czerwonopomarańczowych, czerwonych, czerwonobrunatnych odmian różnych minerałów np: szafiru – odmiana paparadża, hessonitu – hiacynt cejloński, topazu – hiacynt orientalny, grossularu i spinelu – spinel hiacyntowy czy eudalitu – hiacynt grenlandzki.

## Właściwości
- Wzór chemiczny: Zr[SiO4] – krzemian cyrkonu[1]
- Układ krystalograficzny: tetragonalny
- Twardość: 7–7,5
- Gęstość: 3,9–4,8
- Rysa: biała
- Barwa: czerwonobrązowy, żółty, żółtoczerwony
- Przełam: muszlowy, bardzo kruchy
- Połysk: silny szklisty lub diamentowy
- Łupliwość: niewyraźna

Często zawiera domieszki pierwiastków promieniotwórczych. Wystawiony na długie działanie światła słonecznego ciemnieje i matowieje. Hiacynty można odbarwić przez silne ogrzewanie w atmosferze utleniającej. Bezbarwne cyrkony są podobne do diamentów dzięki wysokim współczynnikom załamania światła. 

## Występowanie
Miejsce występowania to: Sri Lanka, Madagaskar, Tajlandia, Kambodża, Indie, Rosja, Brazylia, USA, Francja.
W Polsce bywa znajdowany w aluwiach rzeki Izery i jej dopływów. 

## Zastosowanie
Bardzo rzadki i ceniony kamień kolekcjonerski i jubilerski. Zazwyczaj nadaje się mu szlif fasetkowy: brylantowy lub schodkowy, rzadziej kaboszonowy. Kamienie maja najczęściej od 1 do 4 karatów i wyjątkowo osiągają 10 karatów. Największy oszlifowany okaz hiacyntu ma 75,8 karatów (czerwonobrunatny) i pochodzi z Birmy.